# SMAD6
SMAD6 (por su siglas en inglés Mothers Against Decantaplegic homolog, donde "Decapentaplegic" se refiere a una proteína descubierta en moscas que es Homóloga a la proteína morfogénica ósea humana), es uno de nueve miembros de la familia Smad, una proteína que, en los humanos, es codificado por el gen SMAD9.

## Nomenclatura
Smad2 pertenece a la familia de proteínas SMAD implicadas como moduladores de la expresión de genes pertenecientes a múltiples vías de señalización celular. El nombre Smad deriva de la contracción del nombre de dos proteínas, la primera inicialmente identificada en la Drosophila melanogaster (MAD o «Mothers against decantaplegic» y la expresión «mothers against» adicionada como un apunte de humor a la anécdota anglosajona que las madres usualmente forman organizaciones de protesta) y la segunda es una proteína del nemátodo Caenorhabditis elegans (SMA o «small body size», que corresponde a genes mutados que alteran el tamaño corporal). Combinando las dos siglas Sma + Mad se obtine el de la proteína en cuestión: Smad, que es notoriamente homóloga a las anteriores.

## Función
Como es el caso con otras proteínas Smad, Smad6 sirve de mediadora en la vía de señalización del factor de crecimiento transformante-beta (TGF-beta) y para señales propias de la proteína morfogénica ósea. Sus actividades son inhibitorias y actúan en oposición al Smad4 en una gama de actividades biológicas que incluyen el crecimiento celular, la apoptosis y la diferenciación celular.

## Interacciones
La proteína Smad6 ha demostrado ser capaz de interaccionar con:
- HOXC8,[8]
- MAP3K7,[9][10]
- Smad7,[11]
- PIAS4,  y[12]
- STRAP.[13]